# Campeonato Argentino de Futebol de 1924 (AAmF)
O Campeonato Argentino de Futebol de 1924 da Asociación Amateurs de Football foi o quadragésimo segundo torneio da Primeira Divisão do futebol argentino e o sexto organizado por essa entidade dissidente. O certame foi disputado em um único turno de todos contra todos, entre 6 de abril e 16 de novembro de 1924. O San Lorenzo conquistou o seu segundo título de campeão argentino.

## Classificação final
| Pos | Equipes                     | Pts | J  | V  | E | D  | GM | GS | SG  |
| --- | --------------------------- | --- | -- | -- | - | -- | -- | -- | --- |
| 1.  | San Lorenzo                 | 39  | 23 | 18 | 3 | 2  | 48 | 15 | +33 |
| 2.  | Gimnasia y Esgrima La Plata | 37  | 23 | 15 | 7 | 1  | 39 | 9  | +30 |
| 3.  | Independiente               | 36  | 23 | 16 | 4 | 3  | 47 | 9  | +38 |
| 3.  | Platense                    | 36  | 23 | 14 | 8 | 1  | 30 | 6  | +24 |
| 5.  | River Plate                 | 31  | 23 | 13 | 5 | 5  | 30 | 20 | +10 |
| 6.  | Racing Club                 | 30  | 23 | 14 | 2 | 7  | 39 | 16 | +13 |
| 7.  | Tigre                       | 29  | 23 | 11 | 7 | 5  | 27 | 19 | +8  |
| 8.  | Sportivo Buenos Aires       | 28  | 23 | 10 | 8 | 5  | 35 | 28 | +7  |
| 9.  | San Isidro                  | 27  | 23 | 11 | 7 | 5  | 37 | 29 | +8  |
| 10. | Estudiantes de La Plata     | 26  | 23 | 10 | 6 | 7  | 38 | 24 | +14 |
| 11. | Defensores de Belgrano      | 25  | 23 | 8  | 9 | 6  | 32 | 26 | +6  |
| 12. | Banfield                    | 23  | 23 | 8  | 7 | 8  | 27 | 28 | -1  |
| 13. | Atlanta                     | 20  | 23 | 7  | 6 | 10 | 24 | 28 | -4  |
| 14. | Sportivo Palermo            | 19  | 23 | 7  | 5 | 11 | 26 | 43 | -17 |
| 15. | Barracas Central            | 18  | 23 | 6  | 6 | 11 | 21 | 30 | -9  |
| 15. | Lanús                       | 18  | 23 | 6  | 6 | 11 | 18 | 36 | -18 |
| 17. | Vélez Sarsfield             | 17  | 23 | 6  | 5 | 12 | 26 | 35 | -9  |
| 17. | Sportivo Almagro            | 17  | 23 | 6  | 5 | 12 | 17 | 30 | -13 |
| 19. | Estudiantil Porteño         | 15  | 23 | 4  | 7 | 12 | 16 | 37 | -21 |
| 20. | Liberal Argentino           | 13  | 23 | 4  | 5 | 14 | 17 | 31 | -14 |
| 21. | Argentino del Sud           | 12  | 23 | 6  | 2 | 15 | 23 | 35 | -12 |
| 21. | Quilmes                     | 12  | 23 | 3  | 6 | 14 | 20 | 40 | -20 |
| 21. | Ferro Carril Oeste          | 12  | 23 | 4  | 4 | 15 | 16 | 43 | -27 |
| 24. | Estudiantes Buenos Aires    | 10  | 23 | 3  | 4 | 16 | 16 | 52 | -36 |

## Premiação
| Campeonato Argentino de Futebol de 1924 (AAmF) |
| ---------------------------------------------- |
| San Lorenzo Campeão (2° título)                |

## Goleadores
| Jogador   | Jogador                 | Gols | Equipe                |
| --------- | ----------------------- | ---- | --------------------- |
| Argentina | Ricardo Lucarelli       | 15   | Sportivo Buenos Aires |
| Argentina | Luis Alfonso Ravaschino | 15   | Independiente         |

## Bibliografía
- Estévez, Diego (2010). 38 Campeones del fútbol argentino 1891-2010. [S.l.]: Ediciones Continente. ISBN 978-950-754-301-2